# Benegiles
Benegiles és un municipi de la província de Zamora a la comunitat autònoma de Castella i Lleó. Limita al nord amb Aspariegos, al sud amb Molacillos, al sud-est amb Gallegos del Pan, i a l'oest amb Torres del Carrizal.

## Demografia
| 1991 | 1996 | 2001 | 2004 |
| ---- | ---- | ---- | ---- |
| 452  | 446  | 410  | 399  |